# 新春ワイド時代劇
『新春ワイド時代劇』（しんしゅんワイドじだいげき）は、テレビ東京系列で1981年から2016年までの毎年1月2日に放送していた正月恒例の特別番組である。
放送日に設定している1月2日は、前身の「12時間超ワイドドラマ」の放送を開始した当時、親局のアナログチャンネル番号が「12ch」だった事に因んでいる。

## 概要
1978年、東京12チャンネル（現在：テレビ東京）の当時の社長中川順が「チャンネルイメージを上げるようなデカイことをやりたい」と〈12時間時代劇〉構想を提唱したのを始まりとする。あまりのリスキーな構想に消極論が社内の大勢を占めたが、中川社長が後へ退かず、結局社運を賭けた大イベントとして実行に移された。翌1979年、東京12チャンネルの開局15周年記念の一環として映画『人間の條件』を12時間に亘り放送、翌1980年も映画『宮本武蔵』（中村錦之助版）のシリーズ5作全てを一挙放送した。その反響の大きさから、1981年からはいよいよオリジナルドラマの制作に乗り出し、同年『宮本武蔵』の続きを描くということから『それからの武蔵』を放送、以降はテレビ東京オリジナルの「12時間超ワイドドラマ」を12時から24時までの12時間放送する様になり2000年まで続いていた。
2001年から2009年までは日本テレビ系列の『箱根駅伝』中継が14時ごろに放送終了となるため、チャンネルを変えてもらいやすくなると見込み、スタート時刻を14時に変更、終了は今までと同じ24時と放送時間を10時間に縮小したため「新春ワイド時代劇」に改題、2001年・2002年は21世紀の初頭に因み「新世紀ワイド時代劇」とした。2010年から2013年までは放送時間をテレビ東京系列5局のリモコンキーID「7チャンネル」に因んで7時間に縮小され、放送時間は日本テレビ系列の『全国高校サッカー選手権大会』の中継が終了する頃である16時から23時に変更され、2013年は17時から24時に放送された。2014年・2015年は放送時間を18時から23時の5時間に、2016年は「新春時代劇」として21時から24時の3時間にそれぞれ縮小され、同年を最後に、テレビ東京系列の正月恒例特別番組として放送していた「新春ワイド時代劇」シリーズは36年間の歴史に幕を閉じた。
2023年には、7年ぶりに新春ドラマスペシャルとして時代劇の『ホリデイ〜江戸の休日〜』が放送された。
従来の放送日だった1月2日はこれ以後はドラマに限らず、バラエティーなどが放送されるようになり、その代わりとして2017年以降は年末年始の時期に『湯けむりスナイパー』、『孤独のグルメ』、『三匹のおっさん』などの過去の連続ドラマの特番を放送したり、通常は連続ドラマ枠に充てている金曜20時台の枠の1月上旬頃の金曜日に、2時間超の単発ドラマスペシャルを充てるようになった。
1981年から2000年までは第5部制もしくは第6部制、2001年から2005年は第4部制、2006年から2010年・2012年・2013年は第3部制、2011年・2014年・2015年は第2部制、2016年は第1部制になっており、それぞれにオープニング・エンディングを入れている。中断時間は5分 - 10分で、各局別編成（番組案内・新年の挨拶・ニュース・天気予報など）となっていたが、2010年から2015年は中断せずに放送されていた。
長時間の映画上映会としては、類似企画として1983年1月3日15時から1月4日1時まで放送された『新春ビッグスペシャル・淀川長治が選んだ世界名画10時間劇場』がある。

## 制作･設定
舞台として選ばれる時代は、江戸時代が圧倒的に多く、戦国時代より前を舞台とした作品は全く製作されていなかった。最も新しい時代を扱ったのは、1983年の『海にかける虹〜山本五十六と日本海軍』で、太平洋戦争を描いている。昭和時代が登場するのは本作のみで、明治時代以降を描いた作品は、本作と、翌1984年の『若き血に燃ゆる〜福沢諭吉と明治の群像』の第2作となる。幕末を主に扱った作品、戦国時代の作品も比較的少ない。
先述の通り、局オリジナル時代劇第1作となったのは1981年の『それからの武蔵』（萬屋錦之介主演）だが、同作は1996年に北大路欣也主演で『徳川剣豪伝 それからの武蔵』として再び製作された。この例を初めとして、2000年の『次郎長三国志』（オリジナル：1991年）、2001年『宮本武蔵』（オリジナル：1990年）、2004年『竜馬がゆく』（オリジナル：1982年）、2008年『徳川風雲録 八代将軍吉宗』（オリジナル：1986年『徳川風雲録 御三家の野望』）、2010年『柳生武芸帳』（オリジナル：1985年『風雲 柳生武芸帳』）と、特に過去の作品をリメイクした作品が増えていた。
最も多く取りあげられている題材は“忠臣蔵”で、1989年の『大忠臣蔵』、1999年『赤穂浪士』、2003年『忠臣蔵〜決断の時』、2007年『忠臣蔵 瑤泉院の陰謀』、2012年『忠臣蔵〜その義その愛』の5回取りあげられ、他年度作品でも挿話として数回登場している。
NHK大河ドラマ原作となった小説を改めて映像化した例も多く、1982年・2004年の『竜馬がゆく』（1968年度大河ドラマ『竜馬がゆく』、原作は司馬遼太郎『竜馬がゆく』）、1988年『花の生涯 井伊大老と桜田門』（1963年度大河ドラマ『花の生涯』、原作は舟橋聖一『花の生涯』）、1999年『赤穂浪士』（1964年度大河ドラマ『赤穂浪士』、原作は大佛次郎『赤穂浪士』）、2005年『国盗り物語』（1973年度大河ドラマ『国盗り物語』、原作は司馬遼太郎『国盗り物語』）の4作がある（リメイクを含め8作品）。1990年・2001年の『宮本武蔵』（原作は吉川英治『宮本武蔵』）は、本枠でのドラマ化の後に大河ドラマ化された例である（2003年度大河ドラマ『武蔵 MUSASHI』）。また2009年の『寧々〜おんな太閤記』は1981年度大河ドラマ『おんな太閤記』のために書き下ろされたオリジナル脚本（橋田壽賀子）を原作として改めて映像化された作品だった。
1980年代を中心に最多の8回に出演した北大路欣也は「テレビ東京の12時間ドラマは、時代劇復権のパイオニアであったと思います」と述べている（C.A.L製作の『国盗り物語』・ユニオン映画製作の『白虎隊〜敗れざる者たち』を除く6作全てが東映製作の作品）。2007年の稲森いずみ主演『忠臣蔵 瑤泉院の陰謀』で初めて女性主人公のドラマが登場、その後2009年にも仲間由紀恵を主演に迎えて『寧々〜おんな太閤記』を放映している。
これまで最も多く製作に関わっているのは松竹で、14作製作している。これに次いで東映が13作を製作している。その他テレパックが『若き血に燃ゆる〜福沢諭吉と明治の群像』と『宮本武蔵（2001年）』、中村プロダクションが『それからの武蔵』・『竜馬がゆく（1982年）』、C.A.Lが『国盗り物語』・『忠臣蔵 瑤泉院の陰謀』・『戦国疾風伝 二人の軍師 秀吉に天下を獲らせた男たち』を、そしてユニオン映画が『白虎隊〜敗れざる者たち』をそれぞれ製作している。なお、『大江戸捜査網2015〜隠密同心、悪を斬る!』は、制作プロダクションはユニオン映画だが、製作著作はテレビ東京のみである。

## 放送
本放送した年の年末に数回に分けて夕方からゴールデンタイムにかけてネットワークぐるみで再放送するのが恒例化していた。また平日昼に放送されている時代劇アワーでも1時間に分割・再編集して放送したり、年によっては6時間分ずつ2日間に分けてオールナイト放送を行ったこともある。
2001年からはBSジャパン（現在：BSテレビ東京）でも、地上波で前年に放送された作品を放送している。2009年から2010年にかけて、毎年三が日明け頃に実施されていた朝 - 夕方の一挙放送が一時的になくなり、「時代劇スペシャル」（現在は終了）枠で、1回1時間の連続ドラマとして概ね1月下旬から3月下旬にかけて分割放送されていたが、2011年（1月3日）より1年遅れの一挙放送が復活した。2011年12月5日 - 12月9日には2003年放送の『忠臣蔵〜決断の時』を5回（5部に分けた前後編）に分割して放送された。また、2013年12月2日 - 12月5日には2012年放送の『忠臣蔵〜その義その愛』全7話を最初の3日間はそれぞれ第1話・第2話、第3話・第4話、第5話・第6話の2話連続放送で、最終日のみ第7話を放送と4回に分割して放送された。最近でも平日朝の1回1時間の枠として放送していることもある。近年はテレビ東京で年末の朝枠に再放送を行う場合もあるようになった。
テレビ東京系以外の地方局でも1時間あるいは2時間単位に分割されて番販ネットされることがある。ただし、BSジャパンでの遅れネットが定着したことや、経営環境の悪化を理由に、コンテンツ購入を取り止めている放送局も少なくない。2023年現在では、千葉テレビ（独立局）が平日昼の時代劇枠で放送したり、年末年始の連続放送として番販ネットが不定期に行われている。
独立局のうち普段テレビ東京系列の番組を多数ネットしている局の中で、関西の3局 では『全国高等学校サッカー選手権大会』等で中断を挟みながらも同時ネットするのが毎年恒例となっていた（中断を挟んだ後はディレイネット）が、2010年に7時間に規模縮小後はサッカーの生中継・時代劇の全編同時放送が可能になった。
テレビ大阪開局前には近畿放送とサンテレビジョンに於いて、「人間の條件」全3話・6部作を1979年3月に、「それからの武蔵」も1981年1月（2日間分割、各3部づつ）に時差放送を行ったことがある。
逆に東海地方の独立局では前述の年末再放送は何度かネットしているが長年ネットがなく、三重テレビ放送では1989年12月の開局20周年記念特別番組として「海にかける虹〜山本五十六と日本海軍」を全編放送した時を除いては現在でも毎年ネットされてなかったが、岐阜放送は2005年に地元ゆかりの2英傑が主人公の『国盗り物語』の同時ネットを行った（前座番組も同時ネット）ほか、7時間に縮小となった2010年以降は同時ネットを行っていた。放送開始当初はフィルム撮影・モノラル放送（1984年の作品はビデオ撮影）だったが2001年からビデオ（HD-VTR）撮影・ステレオ放送を開始し、また2005年からは字幕放送になった。
福岡県ではTVQ九州放送開局前は福岡放送（日本テレビ系列）で1988年放送分が2月から3月にかけて土曜14時 - 16時枠で一部ずつを遅れネット。また、TVQ開局前のサービス放送中に1990年に放送された分を放送した。
冠特別協賛スポンサーはセブン-イレブンが2000年まで担当した後、2001年のマツモトキヨシ、2002年のビックカメラ、2003年 - 2008年のベルーナ、2009年のオージオ、2010年 - 2016年のヤマダ電機と担当スポンサーが変わっていた。セブン-イレブンのスポンサー時代は本編放送中に山口良一の進行によるドラマに関する三択式のお年玉クイズ（全12問）があった。また、マツモトキヨシ・ビックカメラ時代でも同様にお年玉クイズを展開した。
セブン-イレブンが当番組のスポンサーだった当時、大阪・愛知・岡山・香川県にはセブン-イレブンの店舗がまだ進出していなかったため、テレビ大阪・テレビ愛知・テレビせとうちはその部分だけ別スポンサーに差し替え及びローカルセールスとなっていた。
BS12 トゥエルビでも『壬生義士伝』『忠臣蔵〜決断の時』『竜馬がゆく』『天下騒乱〜徳川三代の陰謀』『忠臣蔵 瑤泉院の陰謀』『寧々〜おんな太閤記』『忠臣蔵〜その義その愛』『影武者徳川家康』が再放送されている。

## 歴代作品
※以下は過去の映画のテレビ放送で、12時間超ワイドドラマの前身に当たる。
| 放送年 | タイトル              | 主演       | 備考 |
| ------ | --------------------- | ---------- | ---- |
| 1979年 | 人間の條件            | 仲代達矢   |      |
| 1980年 | 宮本武蔵              | 中村錦之助 |      |
| 1980年 | 宮本武蔵 般若坂の決斗 | 中村錦之助 |      |
| 1980年 | 宮本武蔵 二刀流開眼   | 中村錦之助 |      |
| 1980年 | 宮本武蔵 一乗寺の決斗 | 中村錦之助 |      |
| 1980年 | 宮本武蔵 巌流島の決斗 | 中村錦之助 |      |

※以下はオリジナル作品となった1981年以降の作品。また、○印はVHS化された作品、●印はDVD化された作品である。
| 番組名                   | 放送年 | タイトル                                         | 主演                              | 備考                                                                              |
| ------------------------ | ------ | ------------------------------------------------ | --------------------------------- | --------------------------------------------------------------------------------- |
| 「12時間超ワイドドラマ」 | 1981年 | それからの武蔵○●                                 | 萬屋錦之介                        | オリジナル作品の第1号                                                             |
| 「12時間超ワイドドラマ」 | 1982年 | 竜馬がゆく○●                                     | 萬屋錦之介                        | テレビ東京に社名変更して初めての作品                                              |
| 「12時間超ワイドドラマ」 | 1983年 | 海にかける虹〜山本五十六と日本海軍               | 古谷一行                          | この年からテレビ大阪でのネット開始                                                |
| 「12時間超ワイドドラマ」 | 1984年 | 若き血に燃ゆる〜福沢諭吉と明治の群像             | 中村雅俊                          | テレビ東京開局20周年記念番組として製作。 この年からテレビ愛知でのネット開始       |
| 「12時間超ワイドドラマ」 | 1985年 | 風雲 柳生武芸帳                                  | 北大路欣也                        | テレビ東京開局20周年記念番組として製作。                                          |
| 「12時間超ワイドドラマ」 | 1986年 | 徳川風雲録 御三家の野望                          | 北大路欣也                        | この年からテレビせとうちでのネット開始                                            |
| 「12時間超ワイドドラマ」 | 1987年 | 風雲江戸城 怒涛の将軍徳川家光                    | 北大路欣也                        |                                                                                   |
| 「12時間超ワイドドラマ」 | 1988年 | 花の生涯 井伊大老と桜田門                        | 北大路欣也                        |                                                                                   |
| 「12時間超ワイドドラマ」 | 1989年 | 大忠臣蔵○                                        | 松本幸四郎                        | テレビ東京開局25周年記念番組として製作。                                          |
| 「12時間超ワイドドラマ」 | 1990年 | 宮本武蔵                                         | 北大路欣也                        | テレビ東京開局25周年記念番組として製作。 この年からテレビ北海道でのネット開始     |
| 「12時間超ワイドドラマ」 | 1991年 | 次郎長三国志○                                    | 高橋英樹                          |                                                                                   |
| 「12時間超ワイドドラマ」 | 1992年 | 天下の副将軍水戸光圀 徳川御三家の激闘○           | 市川團十郎                        | この年からTXN九州（のちのTVQ九州放送）でのネット開始                              |
| 「12時間超ワイドドラマ」 | 1993年 | 徳川武芸帳 柳生三代の剣○●                        | 松本幸四郎                        |                                                                                   |
| 「12時間超ワイドドラマ」 | 1994年 | 織田信長                                         | 高橋英樹                          | テレビ東京開局30周年記念番組として製作。                                          |
| 「12時間超ワイドドラマ」 | 1995年 | 豊臣秀吉 天下を獲る!○●                           | 中村勘九郎（十八代目 中村勘三郎） | テレビ東京開局30周年および松竹創業100年記念番組として製作。                       |
| 「12時間超ワイドドラマ」 | 1996年 | 徳川剣豪伝 それからの武蔵                        | 北大路欣也                        |                                                                                   |
| 「12時間超ワイドドラマ」 | 1997年 | 炎の奉行 大岡越前守○●                            | 市川團十郎                        |                                                                                   |
| 「12時間超ワイドドラマ」 | 1998年 | 家康が最も恐れた男 真田幸村                      | 松方弘樹                          |                                                                                   |
| 「12時間超ワイドドラマ」 | 1999年 | 赤穂浪士                                         | 松方弘樹                          | テレビ東京開局35周年記念番組として製作。                                          |
| 「12時間超ワイドドラマ」 | 2000年 | 次郎長三国志○                                    | 杉良太郎                          | テレビ東京開局35周年記念番組として制作。 12時間超ワイドドラマとしては最後の作品。 |
| 「○○新世紀ワイド時代劇」 | 2001年 | 宮本武蔵○●                                       | 上川隆也                          | 10時間放送に縮小。                                                                |
| 「○○新世紀ワイド時代劇」 | 2002年 | 壬生義士伝〜新選組でいちばん強かった男〜○●       | 渡辺謙                            |                                                                                   |
| 「○○新春ワイド時代劇」   | 2003年 | 忠臣蔵〜決断の時○●                               | 中村吉右衛門                      |                                                                                   |
| 「○○新春ワイド時代劇」   | 2004年 | 竜馬がゆく○●                                     | 市川染五郎                        | テレビ東京開局40周年記念番組として製作。                                          |
| 「○○新春ワイド時代劇」   | 2005年 | 国盗り物語●                                      | 北大路欣也、伊藤英明、渡部篤郎    | テレビ東京開局40周年記念番組として製作。また、初の複数主人公作品。                |
| 「○○新春ワイド時代劇」   | 2006年 | 天下騒乱〜徳川三代の陰謀●                        | 西田敏行、村上弘明、中村獅童      |                                                                                   |
| 「○○新春ワイド時代劇」   | 2007年 | 忠臣蔵 瑤泉院の陰謀●                             | 稲森いずみ                        | 初の女性単独主演作品。                                                            |
| 「○○新春ワイド時代劇」   | 2008年 | 徳川風雲録 八代将軍吉宗                          | 中村雅俊、松平健、内田朝陽        |                                                                                   |
| 「○○新春ワイド時代劇」   | 2009年 | 寧々〜おんな太閤記●                              | 仲間由紀恵                        | テレビ東京開局45周年記念番組として製作。                                          |
| 「○○新春ワイド時代劇」   | 2010年 | 柳生武芸帳                                       | 反町隆史、速水もこみち、高橋英樹  | テレビ東京開局45周年記念番組として製作。 7時間放送に縮小。                        |
| 「○○新春ワイド時代劇」   | 2011年 | 戦国疾風伝 二人の軍師 秀吉に天下を獲らせた男たち | 高橋克典、山本耕史                |                                                                                   |
| 「○○新春ワイド時代劇」   | 2012年 | 忠臣蔵〜その義その愛                             | 内野聖陽、舘ひろし                |                                                                                   |
| 「○○新春ワイド時代劇」   | 2013年 | 白虎隊〜敗れざる者たち●                          | 北大路欣也                        |                                                                                   |
| 「○○新春ワイド時代劇」   | 2014年 | 影武者 徳川家康                                  | 西田敏行、観月ありさ              | テレビ東京開局50周年記念番組として製作し、5時間放送に縮小。                       |
| 「○○新春ワイド時代劇」   | 2015年 | 大江戸捜査網2015〜隠密同心、悪を斬る!            | 高橋克典、村上弘明                | テレビ東京開局50周年記念番組として製作。 1992年以来23年ぶりとなるシリーズ新作。   |
| 「YAMADA新春時代劇」     | 2016年 | 信長燃ゆ                                         | 東山紀之                          | 3時間放送に縮小。 新春ワイド時代劇シリーズ最後の作品。                            |

※○○は冠協賛スポンサー名がつく（本文詳述参照）
- 最多主演俳優とその回は、北大路欣也の8回（内、1回は複数主人公）。
- 最多連続主演俳優とその連続主演回数は、北大路欣也の4年連続 （1985年～1988年まで）。
- 2004年放送の『龍馬がゆく』までは前身番組の2作を含めても単独主人公（単独主演）だったが、2005年放送の『国盗り物語』で初めて複数主人公（複数人主演）が採用されて以降は複数主人公の作品が多くなった。2016年のシリーズ最終作『信長燃ゆ』までに単独主人公の作品が放送されたのは、2007年放送の『忠臣蔵 瑤泉院の陰謀』と、2009年放送の『寧々〜おんな太閤記』と、2013年放送の『白虎隊〜敗れざる者たち』と、2016年放送の『信長燃ゆ』の4作のみ。
- 全く同名のタイトルが採用されたのは1982年・2004年に放送された『竜馬がゆく』と、1990年・2001年に放送された『宮本武蔵』と、1991年・2000年に放送された『次郎長三国志』の各2回。このうち『宮本武蔵』は1980年に放送された前身番組の第1部『宮本武蔵』を含むと同名タイトルで3回放送されたことになる[18]。